# Université du Centre de l'Oklahoma
L'université du Centre de l'Oklahoma (en anglais : University of Central Oklahoma) (abrégé par le sigle UCO) est une université publique américaine située à Edmond, dans l'Oklahoma.
Il s'agit de la troisième plus grande université de l'Oklahoma, avec près de 14 000 étudiants et environ 430 professeurs à temps plein et 400 professeurs auxiliaires. Fondée en 1890, l'université du Centre de l'Oklahoma a été l'une des premières institutions d'enseignement supérieur à être établie dans ce qui allait devenir l'État de l'Oklahoma, ce qui en fait l'une des plus anciennes universités de la région sud-ouest des États-Unis.
L'université abrite la branche américaine de la British Academy of Contemporary Music au centre-ville d'Oklahoma City.

## Histoire
L'université du Centre de l'Oklahoma a été fondée le 24 décembre 1890, lorsque la législature territoriale a voté la création de l'école normale territoriale, faisant de l'UCO la deuxième institution publique la plus ancienne de l'Oklahoma. La première étant l'Université d'Oklahoma créée le 19 décembre 1890. Les cours ont eu lieu pour la première fois en novembre 1891.

### Comparaison
À titre de comparaison, l'Oklahoma A&M College (aujourd'hui l'université d'État de l'Oklahoma) a tenu ses premiers cours en décembre 1891 et l'université de l'Oklahoma a commencé ses premiers cours à l'automne 1892,,.
| Histoire du nom de l'université |                                       |
| Années                          | Nom                                   |
| 1890–1903                       | Territorial Normal School of Oklahoma |
| 1904–1918                       | Central State Normal School           |
| 1919–1938                       | Central State Teachers College        |
| 1939–1970                       | Central State College                 |
| 1971–1991                       | Central State University              |
| 1991–présent                    | University of Central Oklahoma        |

University of Central Oklahoma
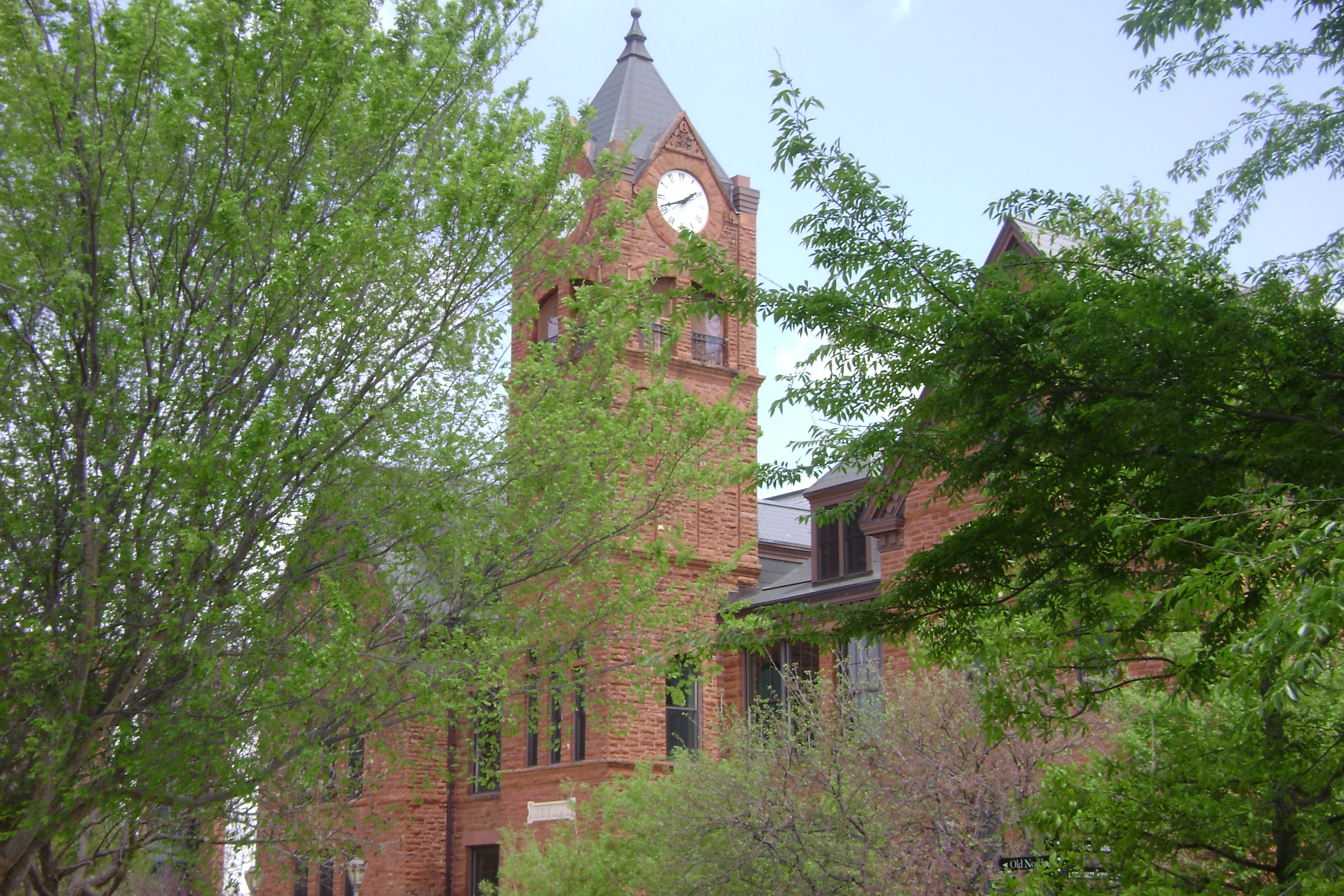
Oldnorthtrees
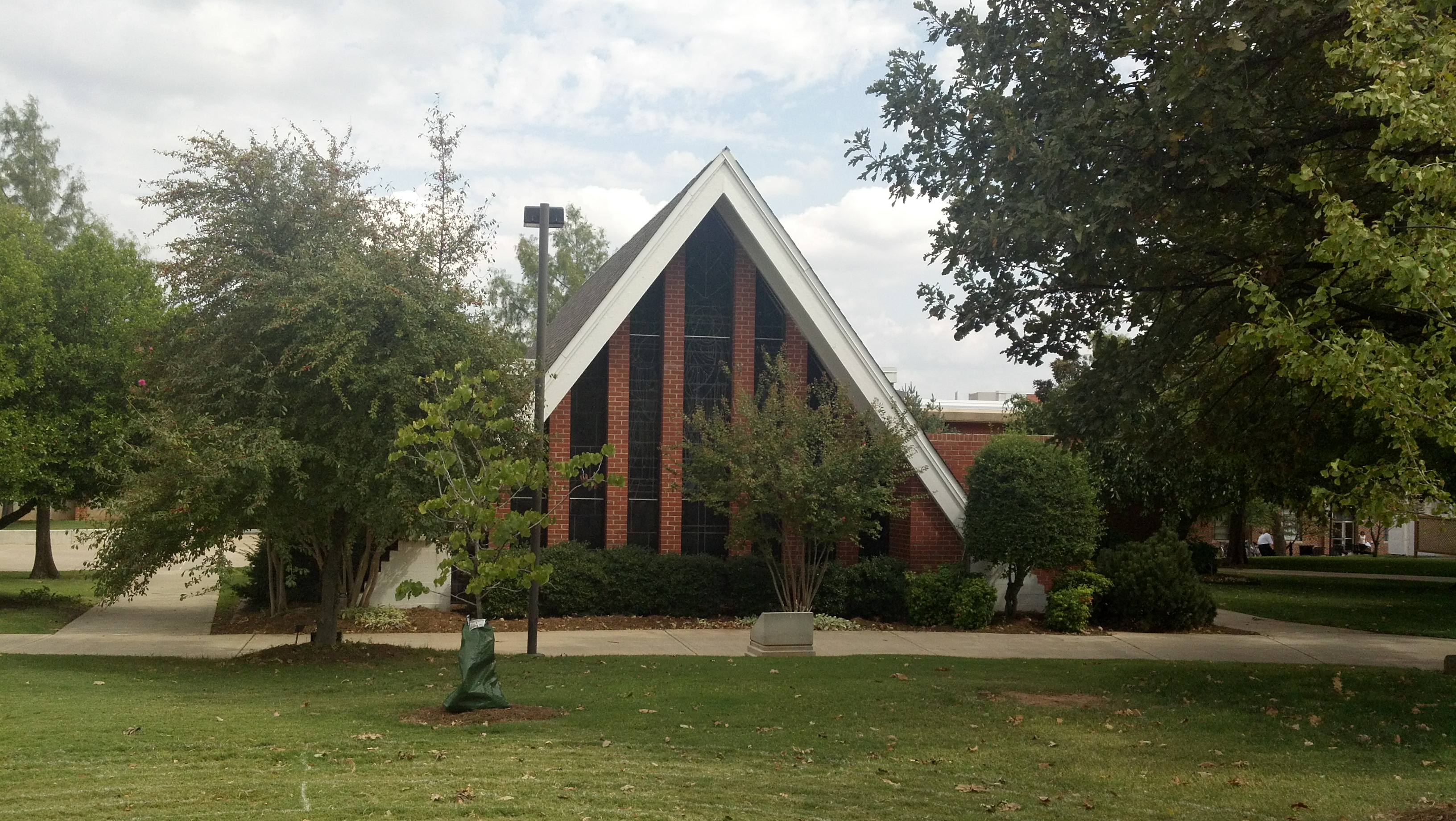
"Y" Chapel of Song
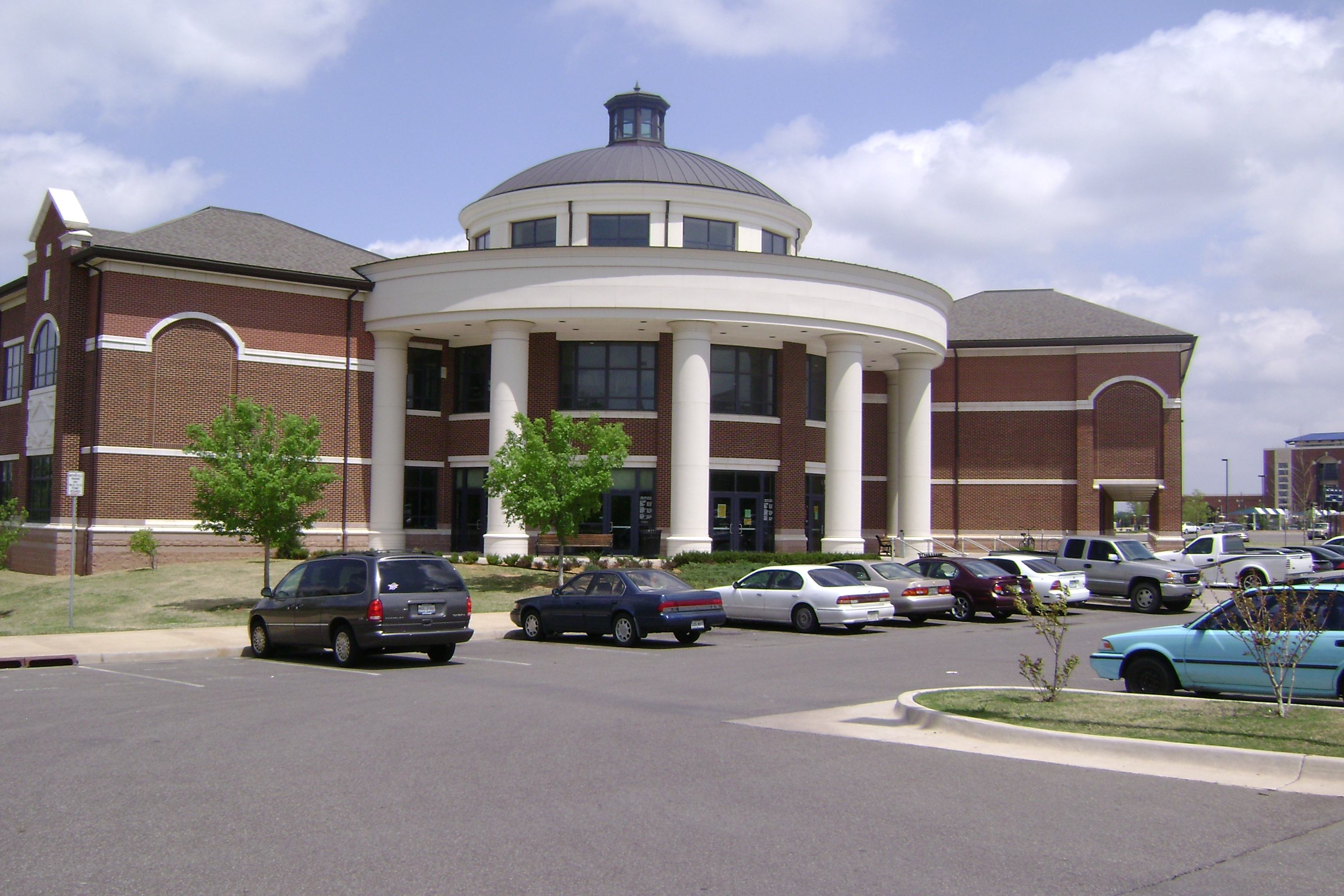
Le centre de bien-être.

### Écoles et collèges
L'université du Centre de l'Oklahoma est composé de six collèges, un institut et trois écoles :
| - College of Fine Arts & Design - College of Business - College of Liberal Arts - College of Education and Professional Studies - College of Mathematics and Science - Jackson College of Graduate Studies | - Forensic Science Institute - School of Design - School of Engineering - School of Music |